# Église Notre-Dame de Malloué
L'église Notre-Dame est une église catholique située à Malloué, en France.

## Localisation
L'église est située dans le département français du Calvados, sur la commune de Malloué. Elle est située sur les hauteurs des gorges de la Vire.

## Description
L'église abrite en son sein des autels et un retable du XVIIe siècle classés à titre d'objets aux monuments historiques, des fonts baptismaux, des statues de saint Ortaire et de saint Gilles datées du XVe siècle, et des dalles funéraires. La clôture de sanctuaire et la chaire du XVIIe sont également classées.

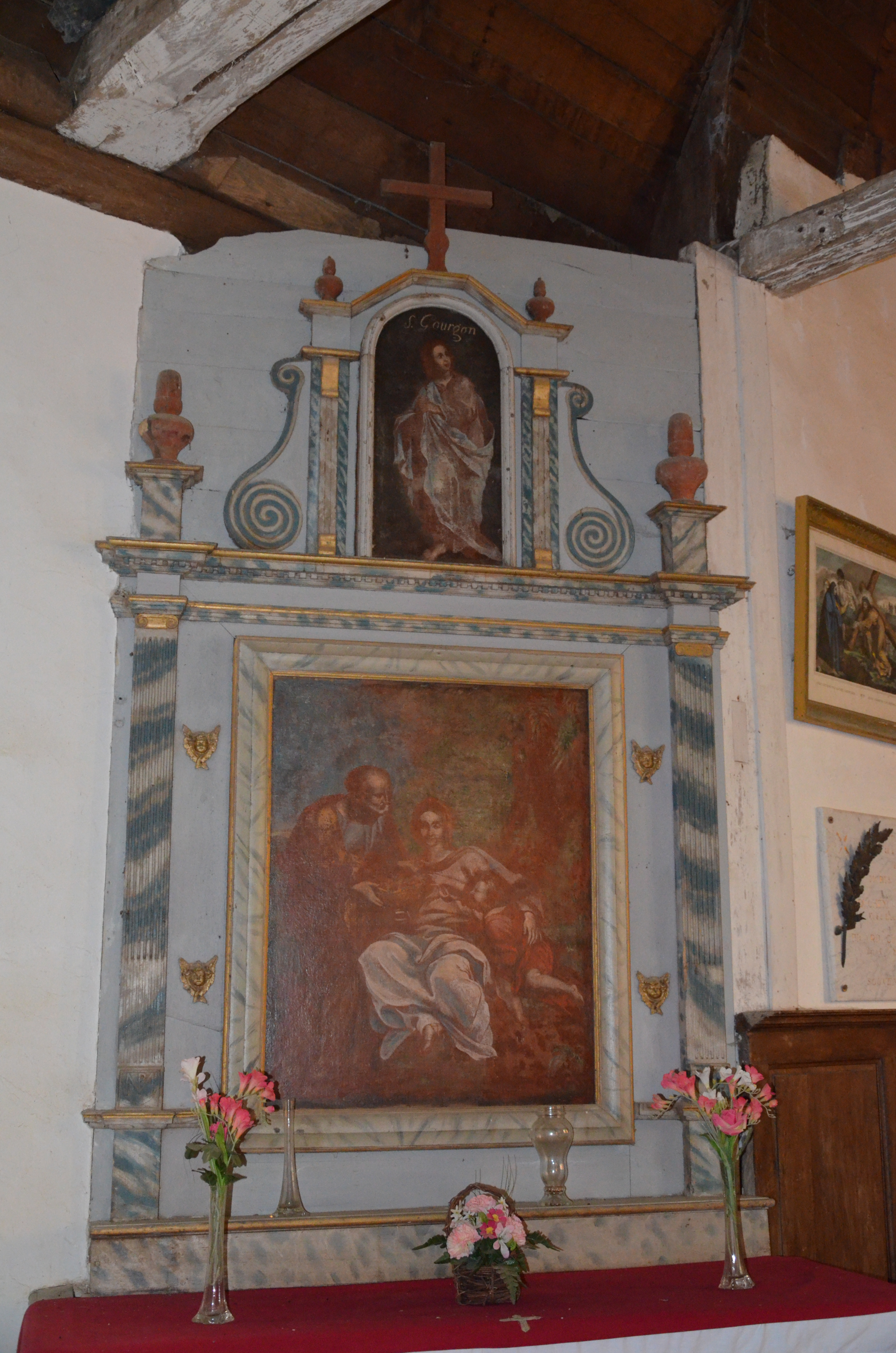
Autel.
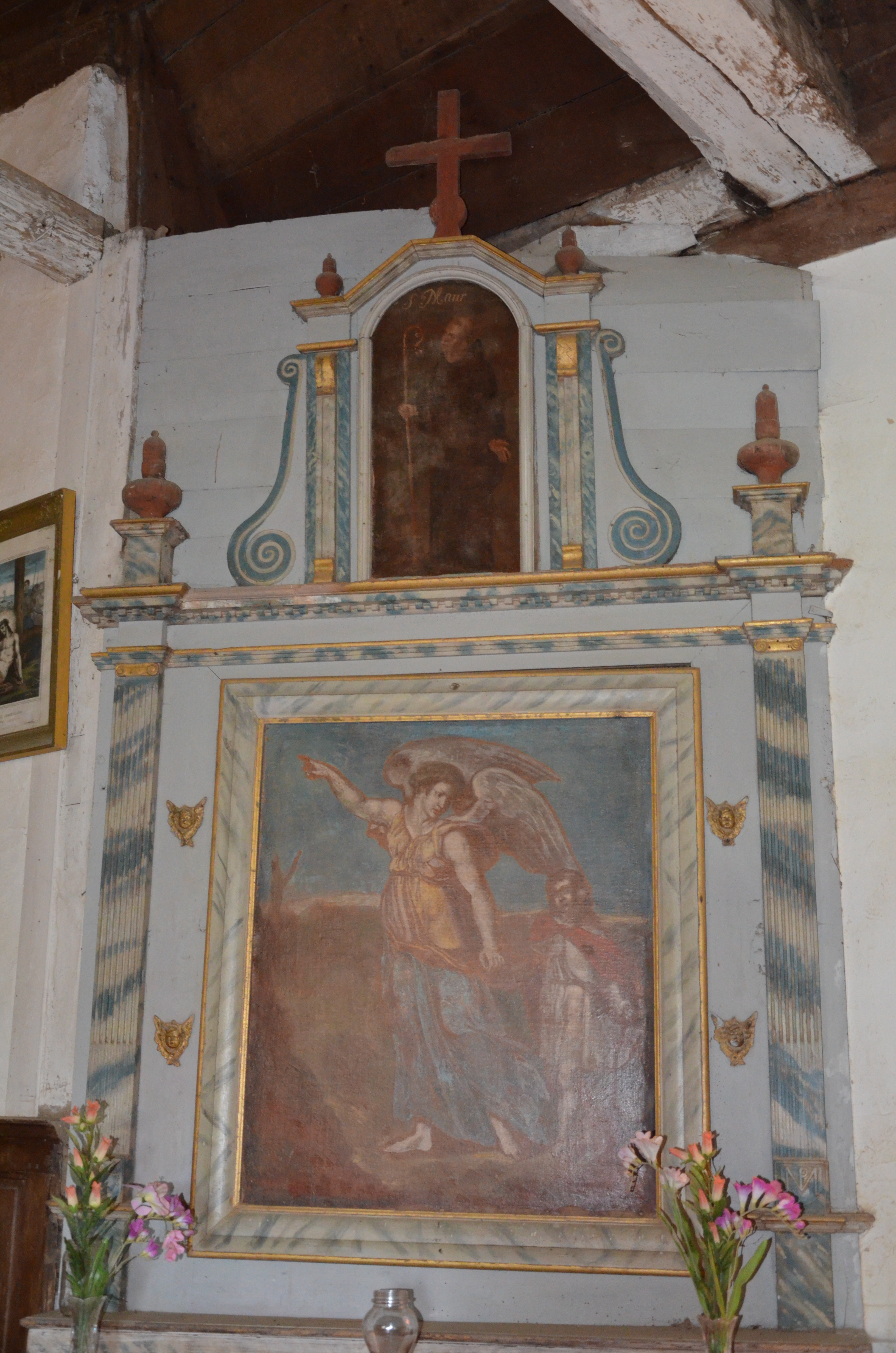
Autel.
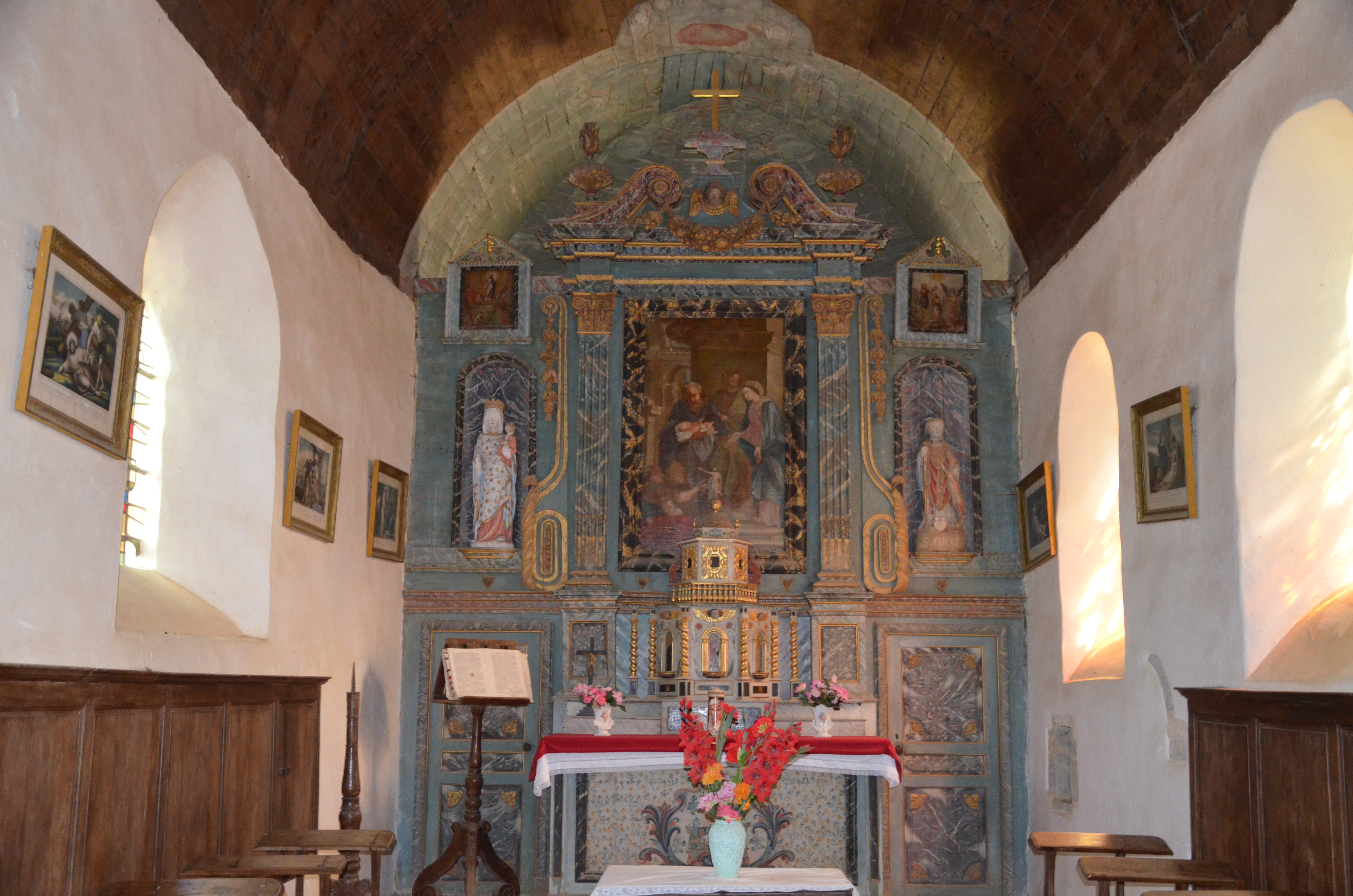
Retable du XVIIe siècle

## Historique
L'édifice est inscrit au titre des monuments historiques en 1970.